# Breakthru
«Breakthru» (с англ. — «Прорыв») — песня британской группы Queen из альбома The Miracle 1989 года.
Альбомная версия песни представляет гибрид двух самостоятельных песен, создававшихся во время сессий к альбому: «A New Life is Born» (написанной Фредди Меркьюри) и собственно «Breakthru» (написанной Роджером Тейлором). «A New Life is Born» представляет собой медлительную балладу, начинавшуюся с хорового вступления a capella и в оригинальной версии заканчивающуюся частично импровизированным вокалом и игрой на фортепиано. Для альбомной версии «Breakthru» была дозаписана небольшая часть в стиле оригинального демо, выпущенная в альбомной версии после слов «A new life is born…». Дозаписанная часть заканчивается восклицанием «Now!» (рус. Сейчас!), после чего начинается собственно «Breakthru», являющаяся более быстрой и энергичной по сравнению с «A New Life is Born».
Первоначальное инструментально демо «Breakthru» тяжелее и быстрее, чем окончательная версия.
Альбомная версия длится 4 минуты 8 секунд. На 12" и CD-синглах вышел расширенный ремикс, начинающийся не с «A New Life is Born», а с повторений при помощи эффектов эхо слова «Breakthru» с постепенно увеличивающими тяжесть ударными. В 0:27 звучит слово «Now!» и начинается собственно песня. Данный ремикс также отличается более тяжёлыми, хард-роковыми ударными, более ясной игрой на гитаре, эффектами эхо и альтернативным окончанием с использованием электрогитары (в альбомной версии песня оканчивается затихающим повторением слова «Breakthru»).
На некоторых промо-CD вышли две сокращённые версии альбомного микса песни: Now Edit, начинающийся со слова «Now!» и Almost Now Edit, который переходит к возгласу «Now!» сразу после первой строчки «A New Life is Born».
Для съёмок видеоклипа к песне был арендован локомотив GWR 2884 Class с открытой платформой. На поезд нанесли надпись «Miracle Express». Музыканты играют стоя на открытой платформе, а Фредди поёт и двигается в ритм музыки. Все музыканты застраховались от телесных повреждений на сумму более 2 миллионов фунтов стерлингов. Сцена, в которой поезд пробивает стену, не понравилась участникам группы, так как отчётливо видно, что стена сделана из пенопласта и начинает разрушаться ещё до контакта с поездом. В съёмках участвовала манекенщица Дебора Ленг, подруга Роджера Тейлора. 